# Cam
Cam (Camaron Marvel Ochs) — американська кантрі-співчка і автор-виконавиця.

## Біографія
Див. також «Cam Early life» в англійському розділі.
Народилася 19 листопада 1984 у м. Гантінгтон-Біч, Орендж (Каліфорнія, США). Повне ім'я при народженні Camaron Marvel Ochs.
Стала відомою із виходом другого студійного альбому Untamed (2015), одна з пісень з котрого («Burning House») стала популярною, отримала золоту сертифікацію і була номінована на Премію «Греммі» за найкраще сольне кантрі-виконання.

## Дискографія
Див. також «Cam discography» в англійському розділі.
| Назва                                   | Деталі                                                                                        | Найвища позиція | Найвища позиція | Найвища позиція | Найвища позиція | Продажі       |
| Назва                                   | Деталі                                                                                        | US Country      | US              | AUS             | CAN             | Продажі       |
| --------------------------------------- | --------------------------------------------------------------------------------------------- | --------------- | --------------- | --------------- | --------------- | ------------- |
| Heartforward (під ім'ям «Camaron Ochs») | - Дата виходу: 26 січня 2010 - Лейбл: Rubber Room - Формати: CD, music download               | —               | —               | —               | —               |               |
| Untamed                                 | - Дата виходу: December 11, 2015 - Лейбл: Arista Nashville, RCA - Формати: CD, music download | 2               | 12              | 61              | 43              | - US: 142,200 |
| «—» неучасть у чарті.                   |                                                                                               |                 |                 |                 |                 |               |

## Нагороди і номінації
| Рік  | Робота          | Асоціація                | Нагорода                         | Результат | Посилання |
| ---- | --------------- | ------------------------ | -------------------------------- | --------- | --------- |
| 2016 | «Burning House» | Grammy Awards            | Найкраще сольне кантрі-виконання | Номінація | [ 13 ]    |
| 2016 | «Burning House» | Academy of Country Music | Single Record of the Year        | Номінація | [ 14 ]    |
| 2016 | «Burning House» | Academy of Country Music | Song of the Year                 | Номінація | [ 15 ]    |
| 2016 | «Burning House» | Academy of Country Music | Video of the Year                | Номінація |           |
| 2016 | Cam             | Academy of Country Music | New Female Vocalist of the Year  | Номінація |           |
| 2016 | Cam             | American Music Awards    | Favorite Female Country Artist   | Номінація |           |
| 2016 | «Burning House» | CMA Awards               | Song of the Year                 | Номінація |           |
| 2016 | «Burning House» | CMA Awards               | Music Video of the Year          | Номінація |           |